# مجاهدة (اسم)
مجاهدة هو اسم علم مؤنث من أصل عربي، ومعناه هو من الفعل أنصف، مصدره الإنصاف، العادل.

## وصلات خارجية
- موسوعة السلطان قابوس لأسماء العرب